# Szühebátor-rend
A Szühebátor-rend a Mongol Népköztársaságnak a legmagasabb kitüntetése volt, melyet a Lenin-rend mintájára alapítottak 1941. május 16-án.

## Az elismerésről
A kitüntetés a mongóliai népi forradalom nagy alakjáról, Szühebátorról kapta nevét és Mongólia számára honvédelmi, gazdasági, kulturális területen különös érdemeket szerzők elismerését szolgálta. A rendet civilek, katonák, mongol és külföldi állampolgárok egyaránt megkaphatták. Nem csak egyéneknek adományozták, hiszen intézmények, vállalatok és katonai egységek is részesültek ilyen elismerésben.
1961-ig nem volt a kitüntetéshez szalagsáv, helyette egy zománcozott négyszög alakú kitűzőt viselhettek az elismertek. Ennek a színei sárga (2,5 mm), világoskék (3 mm), világoskék fehér díszítéssel (4 mm), világoskék (3 mm) és sárga (2,5 mm). Az 1961 óta használt szalagsáv kék (4 mm), sötétvörös (8 mm), fehér (4 mm) és kék (4 mm).

## Kinézete
A medália egy csiszolt arany ötágú csillag, melynek szárai között kék zománcozott ezüstsugarak tűnnek elő. A csillag közepében Szühebátor ezüstszínű mellszoborképe látható. A képet levélkoszorú öleli körbe, melynek alsó részén vörös csillag és felső részén egy zászlórúdra tűzött vörös zászló «СУХБААТАР», a névadó felirata látható. A medália súlya 66.67 gramm és az átmérője 49 mm. Anyaga arany, ezüst, platina és zománc.

## Híres kitüntetettek
A legtöbb alkalommal hatszor Mongólia és a Nagy Népi Hurál elnöke Jumdzságín Cedenbal, vehette át, valamint háromszor részesült Horlógín Csojbalszan mongol miniszterelnök. Külföldiek közül elsőnek Sztálin generalisszimusz kapta meg és legtöbbször három alkalommal Zsukov marsall. További híres kitüntetettek többségében szovjet katonai vezetők, mint például Rokosszovszkij marsall, Malinovszkij marsall, Usztyinov marsall, Vorosilov marsall, két alkalommal Konyev marsall és Lavrentyij Pavlovics Berija, a szovjet titkosszolgálat vezetője. A művészeti tudományos élet jeles képviselői közül többek között Igor Alekszandrovics Mojszejev táncművész és Msztyiszlav Vszevolodovics Keldis matematikus kapta meg ezt a magas mongol elismerést. Természetesen több kiemelt állami és szocialista baráti ország pártjának vezetőjét is kitüntették, mint például Leonyid Iljics Brezsnyevet, Josip Broz Titót és Wojciech Jaruzelskit.

### Fordítás
- Ez a szócikk részben vagy egészben  a(z)   Орден Сухэ-Батора című orosz Wikipédia-szócikk ezen változatának fordításán alapul.  Az eredeti cikk szerkesztőit annak laptörténete sorolja fel. Ez a jelzés csupán a megfogalmazás eredetét és a szerzői jogokat jelzi, nem szolgál a cikkben szereplő információk forrásmegjelöléseként.